# Calcosiderita
La calcosiderita és un mineral de la classe dels fosfats, que pertany al grup de la turquesa. Va rebre el seu nom per part de Johann Christoph Ullmann l'any 1814 del grec pel coure (χαλκός, chalcos) i el ferro (σίδηρος, síderos) en al·lusió a la seva composició.

## Característiques
La calcosiderita és un fosfat de fórmula química CuFe³⁺₆(PO₄)₄(OH)₈(H₂O)₄. A més dels elements de la seva fórmula també pot contenir impureses d'alumini. Cristal·litza en el sistema triclínic en cristalls prismàtics curts, amb diverses formes observades, típicament en garbes, de fins a 3 mm; i també en crostes. La seva duresa a l'escala de Mohs és 4,5.
Segons la classificació de Nickel-Strunz, la calcosiderita pertany a «08.DD - Fosfats, etc, només amb cations de mida mitjana, (OH, etc.):RO₄ = 2:1» juntament amb els següents minerals: chenevixita, luetheïta, acrocordita, guanacoïta, aheylita, faustita, planerita, turquesa, afmita, childrenita, eosforita i ernstita.

## Formació i jaciments
Un mineral rar que apareix a la zona oxidada d'alguns dipòsits de minerals hidrotermals.
Hi ha nombrosos jaciments de calcosiderita a Alemanya, Austràlia i Estats Units. També ha estat trobada a Bolívia, Brasil, Bulgària, Espanya, França, Grècia, Portugal, Regne Unit, República Txeca, Xile. A Catalunya, hi ha un jaciment de calcosiderita a la mina Turquesa de Cornudella de Montsant, al Priorat (Tarragona).
Sol trobar-se associada a altres minerals com: dufrenita, goetita, cyrilovita, leucofosfita, sampleïta, libethenita, crandal·lita, pseudomalaquita, saleeïta, torbernita i ulrichita.